# Willis Blatchley
Willis Stanley Blatchley, född den 6 oktober 1859 i Madison, Connecticut, död den 28 maj 1940 i Indianapolis, Indiana, var en amerikansk entomolog, geolog och malakolog som bidrog till forskningen om skalbaggar, hopprätvingar, halvvingar och sötvattensblötdjur i Indiana.
Auktorsnamnet Blatchley kan användas för Willis Blatchley i samband med ett vetenskapligt namn inom zoologin; se Wikipedia-artiklar som länkar till auktorsnamnet.